# Uwe Dallmeier
Uwe Dallmeier (* 27. August 1924 in Dithmarschen; † 19. November 1985 in Westerland auf Sylt) war ein deutscher Bühnen- und Filmschauspieler, der hauptsächlich durch seine Rollen im Fernsehen bekannt wurde. Im norddeutschen Raum galt er als Volksschauspieler.

## Leben

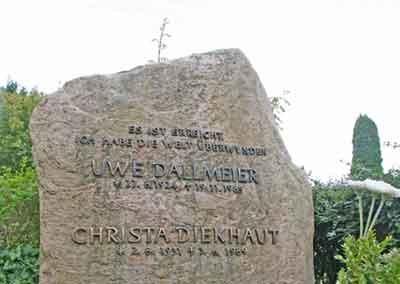
Die Grabstätte des Schauspielers Uwe Dallmeier auf dem Friedhof in Keitum auf Sylt.

Uwe Dallmeier absolvierte zunächst eine Maurerlehre, bevor er ins Schauspielerfach wechselte. In den 1960er Jahren arbeitete er beim Hessischen Rundfunk als Sprecher und Schauspieler für die Sendungen Frankfurter Schlagerbörse und Die Firma Hesselbach. Er trat auch häufig am Ohnsorg-Theater in Hamburg auf. Ab Mitte der 1960er-Jahre wurde er durch zahlreiche Fernsehauftritte bundesweit bekannt. Uwe Dallmeier hatte mehrfach Rollen in den Fernsehserien Das Traumschiff, in Derrick, Der Alte und der Fernsehreihe Tatort (in der Folge Wat Recht is, mutt Recht blieben aus dem Jahr 1982 auch einen Auftritt als Kommissar). Breitere Popularität erlangte er durch seine Mitwirkung in der Fernsehserie Kümo Henriette und als Bauer Brömmelkamp in der Kinderfernsehserie Neues aus Uhlenbusch.
Dallmeier verkörperte vorwiegend volkstümliche Charaktere und „einfache Leute“ (Maurer, Handwerker, Hausmeister etc.) und verlieh diesen häufig durch lethargische Wesenszüge eine komödiantische Note. Im Alter von 61 Jahren erlag er einem Herzinfarkt und wurde auf dem Friedhof in Keitum auf Sylt beigesetzt.
Uwe Dallmeier war seit 1983 Mitglied der Vereinigung Schlaraffia im Reych Perla Sylta in Westerland.

## Filmografie (Auswahl)
- 1955: Der Mörder (TV)
- 1955: Molière spielt in Versailles (TV)
- 1957: Die Dreigroschenoper (TV)
- 1959: Keine Sendung, keine Aufregung! – Wir bitten zu Probeaufnahmen ins Studio 8 (TV)
- 1960: Der Geizige (TV)
- 1965: Heute abend spielt Molière – Das Stegreifspiel von Versailles und Der Herr von Pourceaugnac (TV)
- 1966–1967: Die Firma Hesselbach (Fernsehserie)
- 1970: Gedenktag (Fernsehfilm)
- 1971: Tatort: Frankfurter Gold (Fernsehreihe)
- 1972: Viola und Sebastian
- 1972: Sonderdezernat K1 – Vorsicht Schutzengel
- 1972–1976: Abramakabra (Fernsehserie)
- 1972: Einmal im Leben – Geschichte eines Eigenheims (Fernsehmehrteiler)
- 1972: Tatort: Ein ganz gewöhnlicher Mord
- 1973: Tatort: Jagdrevier
- 1973: Hamburg Transit – Giftmüll
- 1973: Der Lord von Barmbeck
- 1973: Dem Täter auf der Spur – Stellwerk 3
- 1974: Tatort: Nachtfrost
- 1974: Bismarck von hinten oder Wir schließen nie
- 1974: John Glückstadt
- 1975: Sonderdezernat K1 – Flucht
- 1975: Der Kommissar: Die Kusine (Fernsehserie)
- 1975: Die Stadt im Tal
- 1975: Wenn der Hahn kräht (Ohnsorg-Theater, Knecht)
- 1976: Tatort: … und dann ist Zahltag
- 1976: Vier gegen die Bank
- 1976: Notarztwagen 7 (Fernsehserie)
- 1976: Alle Jahre wieder – Die Familie Semmeling
- 1977: Neues aus Uhlenbusch (Fernsehserie)
- 1977: Der Alte – (Folge 1: Die Dienstreise)
- 1977: Derrick – Offene Rechnung (Fernsehserie)
- 1978: 1982: Gutenbach (TV)
- 1978: Onkel Bräsig
- 1978: Moritz, lieber Moritz
- 1978: Derrick – Die verlorenen Sekunden
- 1978: Polizeiinspektion 1 – Der Skiausflug
- 1977: Der Alte – (Folge 23: Der Abgrund)
- 1979: Der Alte – (Folge 27: Der Auftraggeber)
- 1979–1982: Kümo Henriette (Fernsehserie)
- 1980: Polizeiinspektion 1 – Feueralarm
- 1980: Im Herzen des Hurrican
- 1980: Tatort: Der Zeuge
- 1981: Kudenow oder An fremden Wassern weinen
- 1981: Landluft (TV)
- 1981: Das Traumschiff – Die erste Reise: Karibik
- 1981–1982: St. Pauli Landungsbrücken – Der Lademeister und Seute Deern
- 1982: Tatort: Wat Recht is, mutt Recht bliewen
- 1982: Feine Gesellschaft – beschränkte Haftung
- 1982: Der Alte – (Folge 65: Tod am Sonntag)
- 1982: Unheimliche Geschichten (Fernsehserie, Folge 3) – Zwei Augen im Dunkel
- 1982: Derrick – Eine Rose im Müll (Fernsehserie)
- 1983: Der Raub der Sabinerinnen (Fernsehfilm)
- 1983: Nordlichter: Geschichten zwischen Watt und Weltstadt (Fernsehserie)
- 1983: Laß das – ich haß’ das (Film)
- 1984: Derrick – Ein Spiel mit dem Tod (Fernsehserie)
- 1984: Der Fall Bachmeier – Keine Zeit für Tränen
- 1985: Die Schwarzwaldklinik – Sterbehilfe (Fernsehserie)

## Theater (Auswahl)
- 1966: Der Herr Ornifle oder Der entzürnte Himmel (Kleines Theater im Zoo, Frankfurt am Main)
- 1976: Wenn der Hahn kräht (Ohnsorg-Theater, Hamburg)

## Schallplatten (Auswahl)
- 1967: Im Wunderland der Triebe – Der tönende Sex-Report (mit Andrea Rau)
- 1968: Dienst am Kunden – Eine satirische Betrachtung von Lore Lorenz und Uwe Dallmeier